# Lissopimpla pacifica
Lissopimpla pacifica là một loài tò vò trong họ Ichneumonidae.